# Josh Kirby
Josh Kirby, właśc. Ronald William Kirby (ur. 27 listopada 1928 w Waterloo w Sefton, zm. 23 października 2001 w Shelfanger koło Diss) – brytyjski malarz, grafik, twórca okładek do książek fantastycznych oraz plakatów filmowych. Najbardziej znany z ilustracji do serii Świat Dysku Terry’ego Pratchetta.

## Życiorys
Kirby urodził się w Waterloo, niewielkiej miejscowości położonej blisko Liverpoolu. Studiował w Liverpool City School of Art. Właśnie w czasie studiów otrzymał przydomek „Josh”, którego później używał jako imienia. Początkowo miał zamiar zostać portrecistą, następnie podjął pracę w Pulford Publicity, studio zajmującym się plakatami filmowymi.
Pierwszy obraz, który stał się okładką książki, namalował w 1954 roku. Od tego czasu współpracował z wieloma brytyjskimi wydawnictwami, tworząc okładki dla czasopism fantastycznych oraz okładek powieści science fiction, a potem też fantasy – gatunków literatury, które szczególnie go interesowały. W 1983 roku namalował okładkę do Koloru magii Terry’ego Pratchetta. Choć już wcześniej jego prace były doceniane (wystawy w Londynie i Berlinie, nagroda dla najlepszego grafika profesjonalnego podczas Światowego Konwentu SF w 1979 roku), dopiero stała współpraca z tym pisarzem przyniosła mu światowy rozgłos, a nazwisko Kirby’ego zostało nierozłącznie związane ze Światem Dysku. Terry Pratchett powiedział o nim: „I only invented the Discworld. Josh created it” („Ja tylko wymyśliłem Świat Dysku. Josh go stworzył”).
Josh Kirby zmarł 23 października 2001 roku w swoim domu w Shelfanger koło Diss w hrabstwie Norfolk.

## Twórczość
Josh Kirby namalował okładki do około 400 książek czołowych autorów fantastycznych, wśród których, prócz wymienionego już Terry’ego Pratchetta byli:
Brian Aldiss,
James Blish,
Ray Bradbury,
Edgar Rice Burroughs,
Arthur C. Clarke,
Philip José Farmer,
Ursula K. Le Guin,
Harry Harrison,
Robert A. Heinlein,
Tom Holt,
Dean R. Koontz,
Henry Kuttner,
Andre Norton,
Frederik Pohl,
Robert Sheckley,
Robert Silverberg,
Jack Vance,
James White,
a także do serii Alfred Hitchcock przedstawia. Najsłynniejsze wśród jego innych dzieł są plakaty do filmów Żywot Briana Monty Pythona oraz Powrót Jedi.
Kirby jest współautorem albumowego wydania Eryka (z Terrym Pratchettem). Wydał też kilka albumów ze swoimi pracami, m.in. obszerny In the Garden of Unearthly Delights oraz portfolio z niebędącym ilustracjami cyklem Voyage of the Ayeguy.
Większość prac Kirby’ego powstawała techniką olejną. Jego pierwsze prace były bardzo różnorodne w stylu. Późniejszy okres jego twórczości charakteryzuje się specyficzną, spiralną kompozycją, bogactwem szczegółów i przejaskrawieniem form. Sam Kirby uważał, że największy wpływ na jego obrazy wywarła twórczość Hieronima Boscha, Pietera Bruegla Starszego oraz muralisty Franka Brangwyna. Można przywołać też nazwiska Tycjana i Rubensa, inspiracja ich dziełami jest widoczna zwłaszcza w sposobie przedstawiania postaci kobiecych.